# First Market Tower
First Market Tower (525 Market Building) – wieżowiec w San Francisco w Stanach Zjednoczonych. Ma 161 metrów wysokości i 39 pięter. Jest 13. co do wysokości budynkiem w mieście, zaraz po Shaklee Terraces. Jego powierzchnia użytkowa jest wykorzystywana głównie na biura. Zaprojektowany został przez firmę John Carl Warnecke & Associates, a jego budowa zakończyła się w roku 1973. Ulokowany jest w dystrykcie finansowym San Francisco. Po ukończeniu budowy nazywał się Tishman Building i był największym budynkiem w mieście po 555 California Street.